# Giuseppe Donati

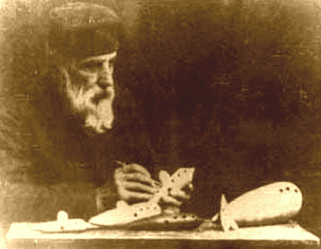
Giuseppe Donati

Giuseppe Donati (ur. 2 grudnia 1836, zm. 14 lutego 1925) – włoski wynalazca, twórca okaryny w jej współcześnie znanej postaci. W 1853 roku, w wieku 17 lat, zmodyfikował ówcześnie istniejącą wersję okaryny, zawierającą cztery otwory, do instrumentu posiadającego dziesięć otworów. Pierwszy warsztat, w którym Giuseppe Donati konstruował okaryny, znajdował się w jego rodzinnej miejscowości Budrio. Od nazwy tej miejscowości utworzona została nazwa "budrio okaryna", którą przez pewien czas określano nowy typ okaryny.